# Nervlosta
Nervlosta (Bromus intermedius) är en gräsart som beskrevs av Giovanni Gussone. Nervlosta ingår i släktet lostor, och familjen gräs. Inga underarter finns listade i Catalogue of Life.